# غارب العوش (خيران المحرق)

تعديل مصدري - تعديل

غارب العوش هي إحدى قرى عزلة شرقي الخميسين بمديرية خيران المحرق التابعة لمحافظة حجة، بلغ تعداد سكانها 162 نسمة حسب تعداد اليمن لعام 2004.